# Łukasz Jarosz
Łukasz Jarosz (nacido el 12 de enero de 1979, Rabka-Zdrój) es un Karateka y deportista de kickboxer de peso pesado polaco. Élcampeón de Polonia en kick boxing (full contact y kick bajo) desde 2005 participá en la división de 91 kg. Es miembro del octágono Nowy Targ.

## Títulos
- 2007 K-1 Rules Heavyweight Tournament in Poland champion
- 2007 ISKA Federation Kickboxing World champion (low kick)[1]
- 2006 ISKA Federation Kickboxing World champion (low kick)
- 1999 Polish champion in Oyama Karate
- 1998 Polish champion in Oyama Karate
- 1997 Polish champion in Oyama Karate